# Fabrício Souza Campos

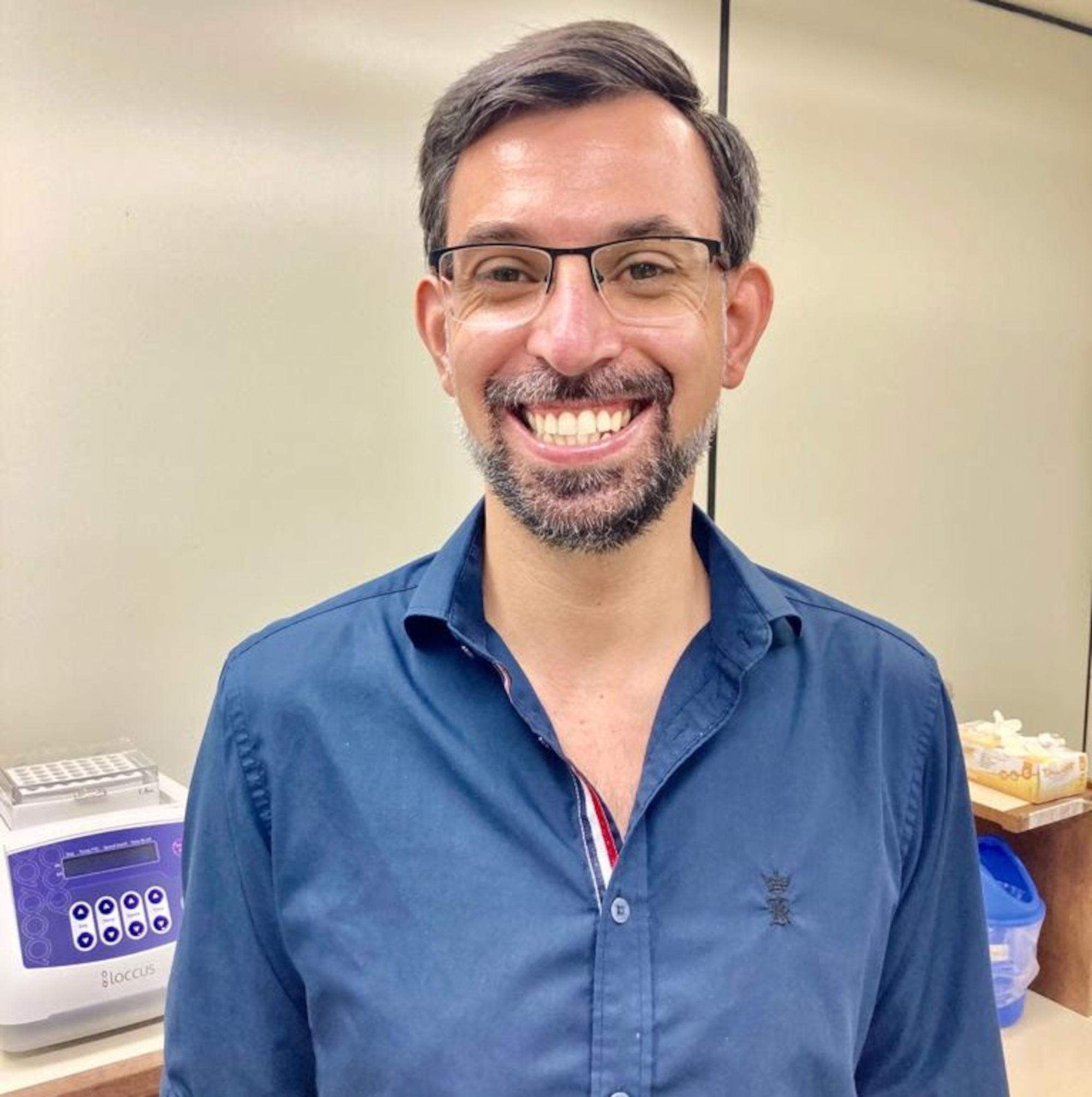
Fabrício Souza Campos at the Virology Laboratory – UFRGS (2022)

Fabrício Souza Campos (São Bento do Sapucaí - SP, 23 de fevereiro de 1979) é um médico veterinário, microbiologista e pesquisador brasileiro, com atuação nas áreas de virologia, microbiologia e bioinformática, com ênfase em vigilância genômica e Saúde Única.
Atualmente é professor adjunto do Departamento de Microbiologia da Universidade Federal do Rio Grande do Sul (UFRGS) e coordena o Programa de Pós-Graduação em Microbiologia Agrícola e do Ambiente da mesma instituição (PPGMAA/UFRGS). Também é professor permanente do Programa de Pós-Graduação em Biotecnologia da Universidade Federal do Tocantins (UFT).

## Formação acadêmica
Campos graduou-se em Medicina Veterinária pela Universidade Federal de Pelotas (UFPel) em 2006, recebendo certificado de honra ao mérito. Obteve o título de mestre em Microbiologia Agrícola e do Ambiente pela Universidade Federal do Rio Grande do Sul em 2009, com a dissertação Detecção de infecções latentes por herpesvírus bovino 1 e 5 em gânglios trigêmeos de bovinos através da técnica de reação em cadeia da polimerase, sob orientação da professora Ana Cláudia Franco.
Campos doutorou-se em Ciências Veterinárias pela mesma instituição em 2012, com a tese de doutorado Detecção de DNA de herpesvírus em gânglios trigêmeos de bovinos e avaliação de um herpesvírus bovino tipo 5 recombinante como antígeno vacinal, orientado pelo professor Paulo Michel Roehe.
Nesse trabalho durante a pós-graduação, demonstrou que os bovinos, assim como os seres humanos, podem ser co-infectados por diferentes tipos de herpesvírus.
Realizou pós-doutorado entre 2012 e 2016 no Departamento de Microbiologia, Imunologia e Parasitologia da UFRGS, aplicando técnicas de metagenômica para identificação de agentes virais.

## Carreira acadêmica e profissional
Após a conclusão do doutorado, Campos atuou como professor visitante na Faculdade de Agronomia e Medicina Veterinária da Universidade de Brasília (2016–2017). Posteriormente, de 2018 a 2022, integrou o corpo docente da Universidade Federal do Tocantins como professor adjunto no curso de Engenharia de Bioprocessos e Biotecnologia. Durantes esse período, em 2019, Campos ingressou como professor permanente do Programa de Pós-graduação em Biotecnologia, na mesma instituição.
Em 2022, assumiu o cargo de professor adjunto no Departamento de Microbiologia, Imunologia e Parasitologia da UFRGS. No mesmo ano ingressou no Programa de Pós-graduação em Microbiologia Agrícola e do Ambiente como professor permanente, e em maio de 2023 se tornou coordenador desse programa.
Além das atividades de ensino, orienta estudantes de graduação, mestrado e doutorado, tendo supervisionado projetos de iniciação científica, dissertações, teses e estágios de pós-doutorado.

## Pesquisa e publicações
Campos possui mais de 110 artigos científicos publicados em revistas nacionais e internacionais e atua como revisor para diversos periódicos. Foi editor convidado do periódico Viruses. Entre seus principais trabalhos estão estudos relacionados à epidemiologia genômica de vírus emergentes no Brasil, com impacto em programas de vigilância sanitária e genômica em colaboração com a Rede Vírus do Ministério da Ciência Tecnologia e Inovação (Rede Vírus/MCTIMCTI), o Ministério da Saúde e a Iniciativa Amazônia +10.
Algumas de suas publicações mais citadas incluem:
- High prevalence of co-infections with bovine herpesvirus 1 and 5 found in cattle in southern Brazil.[6]
- Faecal virome analysis of wild animals from Brazil. [13]
- Genomic epidemiology unveils the dynamics and spatial corridor behind the Yellow Fever virus outbreak in Southern Brazil, Science Advances.[14]
- Genomic epidemiology reveals the circulation of the chikungunya virus east/central/south African lineage in Tocantins state, North Brazil.[15]
- High rate of mutational events in SARS-CoV-2 genomes across Brazilian geographical regions, February 2020 to June 2021, Viruses.[16]
- Circulation of Dengue Virus Serotype 1 Genotype V and Dengue Virus Serotype 2 Genotype III in Tocantins State, Northern Brazil.[17]
- Biodiesel and Bioplastic Production from Waste-Cooking-Oil Transesterification: An Environmentally Friendly Approach[18]
- Genomic analysis of high pathogenicity avian influenza viruses from Antarctica reveals multiple introductions from South America[19]

## Atividades em sociedades científicas e parcerias internacionais
Campos é membro da Sociedade Brasileira de Virologia desde 2007, tendo atuado como segundo tesoureiro (2019–2020) e como membro do conselho fiscal (2021–2022). Participa de redes científicas colaborativas, com parcerias estabelecidas com instituições da Argentina, Colômbia, Estados Unidos e Uruguai.

## Prêmios e projetos financiados por agências de fomento
Recebeu o prêmio de primeiro lugar de sua turma na graduação em Medicina Veterinária pela UFPel. Atua na coordenação e execução de projetos de pesquisa financiados por agências nacionais de fomento como CNPq, CAPES, FINEP, Fundação de Apoio à Pesquisa do Distrito Federal (FAPDF) e Fundação de Amparo à Pesquisa do Tocantins (FAPT).

## Reconhecimento na mídia
O trabalho do Professor Fabrício Souza Campos tem sido amplamente reconhecido na mídia e em publicações científicas, especialmente no contexto da vigilância genômica e do estudo da evolução de vírus como o SARS-CoV-2 no Brasil. Ele foi destacado em várias reportagens de relevância nacional, incluindo:
- Matéria no site Viva Bem Uol sobre a identificação de seis novas linhagens do coronavírus, com a colaboração de Campos na pesquisa genômica.[26]
- Reportagem na BBC Brasil, detalhando por que a existência de 1 nonilhão de vírus na Terra é uma boa notícia.[27]
- Artigo no Nexo Jornal ilustrando a evolução do campo da virologia e destacando a relevância das pesquisas de Campos para o entendimento de epidemias.[28]
- Reportagem no revista on line Questão de Ciência sobre a máquina russa de desinformação sobre vacinas.[29]
- Reportagem no Diário Tocantinense sobre a contribuição de Campos na evolução genômica do SARS-CoV-2 no Brasil e a importância das pesquisas realizadas em Tocantins.[30]

Além disso, sua atuação em projetos interinstitucionais e sua liderança na área de Saúde Única têm sido amplamente divulgadas por suas colaborações com importantes instituições, como o Ministério da Saúde e a Rede Gaúcha de Genômica Aplicada à Saúde.

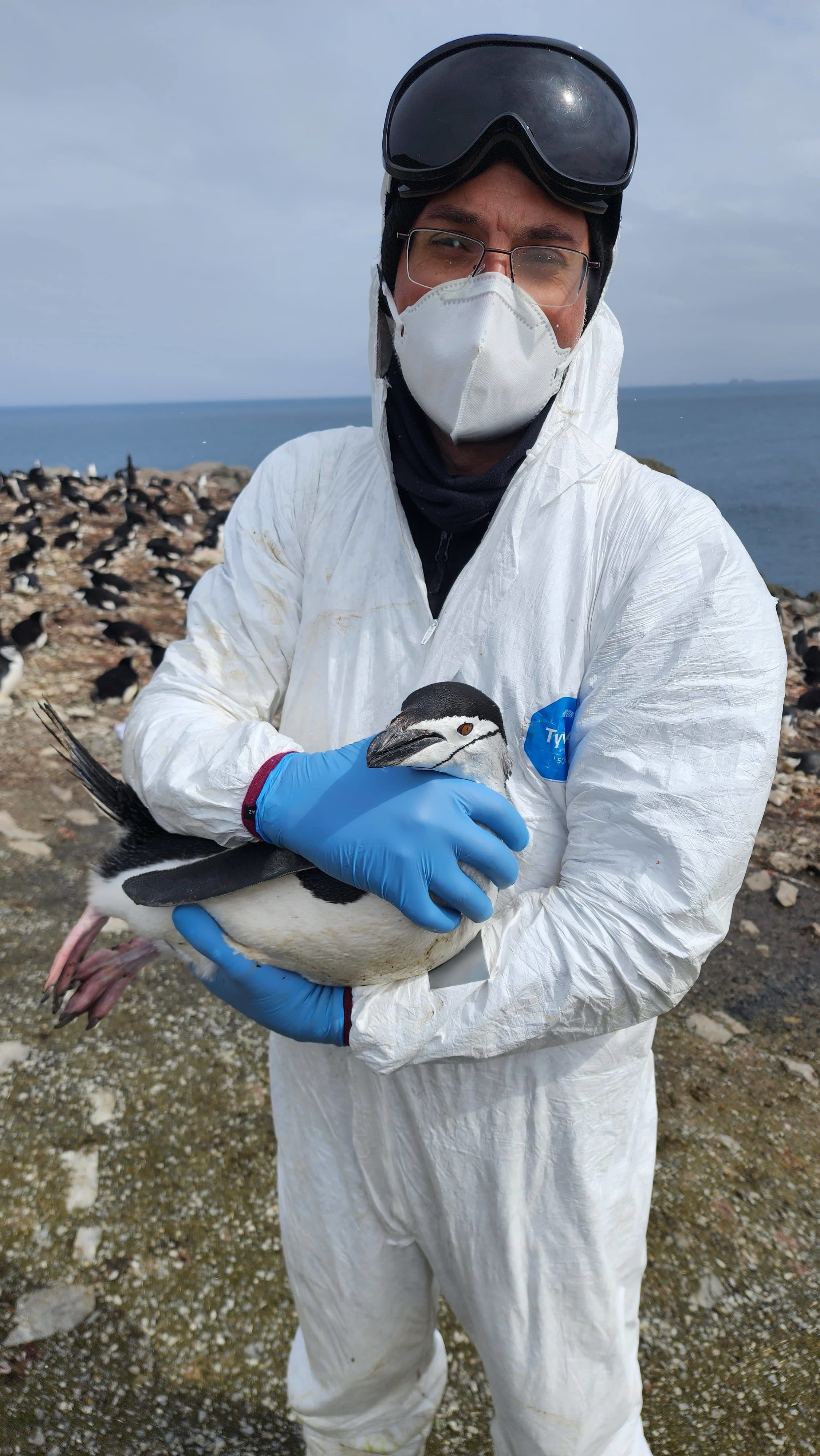
Fabrício Souza Campos handling a penguin at Chabrier Rock, Antarctica (2024)

## Pesquisas na Antártica
O trabalho do Professor Fabrício Souza Campos também tem se destacado no campo da pesquisa em ambientes extremos, como a Antártica. Sua atuação nas Operações Antárticas, no âmbito da vigilância de vírus em ecossistemas polares e da saúde animal em regiões remotas, tem sido amplamente reconhecida por veículos de comunicação e instituições científicas:
- Reportagem no site da UFRGS destaca sua participação na 43ª Operação Antártica (OPERANTAR), integrando a equipe de pesquisadores brasileiros em missões científicas na Ilha Deception.[31]

- Entrevista no Diário Tocantinense explora os bastidores da expedição e o trabalho de campo na Antártica, revelando detalhes da coleta de amostras virológicas e ambientais em condições extremas.[32]

- Outra matéria no mesmo veículo apresenta os objetivos da OPERANTAR 2024, com foco na importância das pesquisas antárticas para o monitoramento ambiental e da biodiversidade microbiana.[33]

- A Sociedade Brasileira de Análises Clínicas (SBAC) também destacou a participação do professor na missão, especialmente voltada ao monitoramento da saúde animal na Ilha Deception, ressaltando a relevância das pesquisas em virologia ambiental no continente gelado.[34]

Essas publicações refletem o compromisso do professor com a vigilância em ambientes desafiadores e com impactos relevantes para a saúde humana, animal e ambiental sob a perspectiva da Saúde Única.

## Ferramentas desenvolvidas
O professor Fabrício Souza Campos é o criador de duas ferramentas científicas acessíveis online, voltadas à avaliação da produção científica e ao apoio no desenho de experimentos de biologia molecular:
Calculadora SPR-Index: ferramenta interativa que permite calcular o SPR-Index (Scientific Peer Review Index), um indicador alternativo que busca integrar a produtividade científica (por meio do H-index) com a contribuição do pesquisador para o sistema de avaliação por pares. O SPR-Index tem sido proposto como uma métrica complementar que valoriza o engajamento com revisões científicas e foi apresentado em artigo publicado na revista Publications.
Primer Designer: ferramenta web que facilita o desenho de primers específicos para reações de PCR, baseada em critérios como comprimento, conteúdo de GC, ausência de dímeros e autoapareamentos, além de compatibilidade com a sequência alvo. A ferramenta foi desenvolvida com foco em acessibilidade e uso didático, especialmente para estudantes e profissionais em cursos e treinamentos sobre diagnóstico molecular.
Ambas as ferramentas foram desenvolvidas no Laboratório de Bioinformática e Biotecnologia (LABINFTEC) da UFRGS, com o objetivo de apoiar a pesquisa científica, a inovação tecnológica e a formação de recursos humanos qualificados nas áreas de microbiologia, virologia e biotecnologia.